# Jan Gaykema Jacobsz.
Jan Gaykema Jacobsz. (Heemstede, 11 maart 1798 – Leiden, 16 juli 1875) was een Nederlands botanisch schilder en tekenaar.

## Achtergrond
Gaykema werd geboren aan de Wagenweg, in een gedeelte van het dorp Heemstede dat in de jaren dertig van de negentiende eeuw door de gemeente Haarlem zou worden geannexeerd. Zijn vader Jacob Gaykema stamde uit een lijn van timmerlieden en bouwkundig opzichters, nakomelingen van middeleeuwse eigenerfden in de provincie Friesland. Moeder Anna Cornelia van Scherpenseel had een Gelders-Utrechtse achtergrond. Als zuigeling werd hij in de maand van geboorte in de Grote of Sint-Bavokerk gedoopt, een van de kerkgebouwen van de toenmalige Nederduits-Gereformeerde Gemeente te Haarlem.

## Opleiding
Door verschillende kunstvaardige personen opgeleid, onder wie waarschijnlijk oom van vaderskant Haarlems huisschilder Joost Hendrik Hüne, topografisch artiest Jan Pannebakker (1755-vóór 1834) en kunst- en decoratieschilder Wybrand Hendriks (1744-1831), gecompleteerd door het Haarlems genootschap Kunstmin en Vlijt, dat in het leven zou zijn geroepen door laatstgenoemde kunstenaar. Na de jaren bij Kunstmin en Vlijt (1816-1818), was Jan meer dan een halve eeuw werkzaam als tekenmeester en botanisch schilder en tekenaar in Leiden en in toenmalig Leiderdorp. In de periode 1824-1837 werden zijn schilderijen getoond op tentoonstellingen van moderne meesters te Amsterdam, Den Haag en Haarlem. Tijdens het eerste tentoonstellingsjaar (1824) exposeerde hij te Haarlem, samen met de toentertijd reeds hoogbejaarde Hendriks.

## Huwelijk

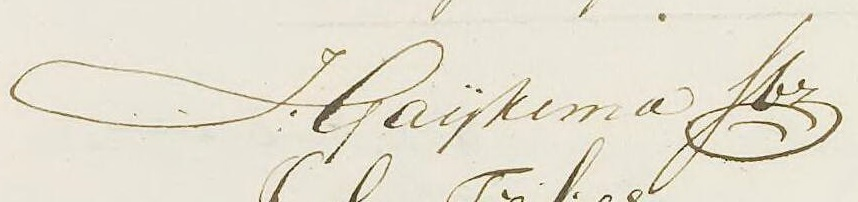
Handtekening onder de geboorteakte van zoon Jan, Leiderdorp 22 november 1833.

Twee jaar na de voltooiing van zijn opleiding, trouwde Jan Gaykema te Haarlem op 24 januari 1821 met Maria Elisabeth van Zutphen, een van de dochters van een huisschilders- en glazenmakersbaas op de Lange Begijnestraat nabij de Grote of Bavokerk. Na de huwelijksvoltrekking vestigden Jan en echtgenote zich in de stad Leiden. Maria Elisabeth zou in een periode van twintig jaar bevallen van veertien kinderen, van wie er acht de jaren van volwassenheid zouden bereiken. In de periode 1833-1854 woonde Jan en zijn gezin op een buitentuin in het toenmalige Leiderdorp, net buiten de Leidse Marepoort, gehuurd van een textielfabrikant. Terug in Leiden, in een advertentie in de Leydsche Courant van oktober 1855, bood hij zijn diensten aan jeugd en waarschijnlijk ook aan volwassenen aan als docent bloemtekenen en -schilderen.

## Oeuvre

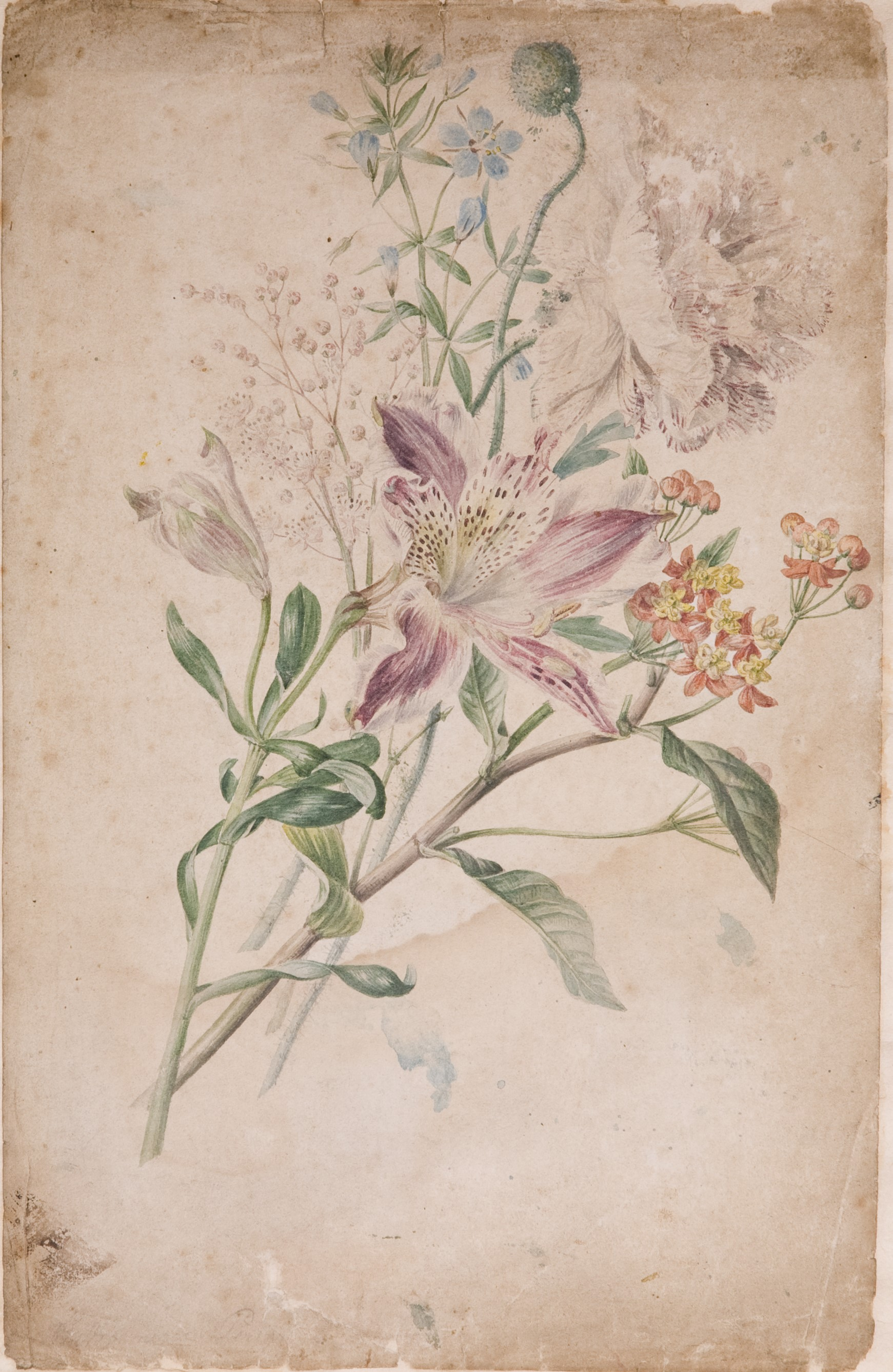
Studie in potlood en aquarel van Papaver somniferum and specimens van de Alstroemeria, Gypsophila en een ongedetermineerde plant, niet gemonogrammeerd of gesigneerd, wsch. ca. 1865.

Afbeeldingen in privébezit en beschrijvingen van olieverfschilderijen en botanische tekeningen in catalogi informeren over zijn oeuvre als botanisch kunstenaar. Erfgoedinstellingen die werk van Gaykema in beheer hebben zijn Naturalis Biodiversity Center in Leiden, Teylers Museum in Haarlem en het Gelders Archief in Arnhem.

### Illustraties voorKruidkunde
In 1839-1842 maakte Gaykema een reeks van botanische tekeningen voor het wetenschappelijke overzichtswerk over de plantkunde en zoölogie van Nederlands-Indië, gepubliceerd als Verhandelingen over de natuurlijke geschiedenis der Nederlandsche overzeesche bezittingen van de Natuurkundige Commissie voor Nederlands-Indië. Het deel Kruidkunde, geschreven door Pieter Willem Korthals, bevat illustraties van meer dan vijftig planten die op dat moment in Europa nog onbekend waren, en waarvoor Gaykema de meestal geaquarelleerde tekeningen maakte. Zowel de originele tekeningen als handgekleurde exemplaren van de litho's bevinden zich in de collectie van Naturalis, die afbeeldingen ervan doneerde aan erfgoedportaal Het Geheugen van Nederland en Wikimedia Commons.

### Illustraties voorAnnales
Vijftien jaar later, in 1859, was het voor Jan Gaykema mogelijk om de belangrijkste illustrator te worden van het nieuwe internationale tijdschrift Annales d'horticulture et de botanique, ou Flore des jardins du royaume des Pays-Bas, et histoire des plantes cultivées et ornementales les plus intéressantes des possessions néerlandaises aux Indes orientales, en Amérique et du Japon. Dit was een uitgave van de Koninklijke Nederlandsche Maatschappij tot Aanmoediging van den Tuinbouw, onder redactie van professor Willem Hendrik de Vriese, de beroemde verzamelaar van Japanse planten jonkheer dr. Philipp Franz Balthasar von Siebold en de hortulanus van de Leidse universiteit Heinrich Witte. Gedurende de korte bestaansperiode van het tijdschrift tekende Gaykema - al dan niet naar het leven in de Hortus botanicus van Leiden - bijna dertig gekleurde plantentekeningen, waarnaar kunstenaar Louis-Constantin Stroobant (1815-1874) gravures op steen heeft gemaakt, die met de nieuwste technieken door het bedrijf van deze lithograaf aan de Rue du Passage (waarschijnlijk de niet meer bestaande Doorgangssteeg die is opgegaan in de eind negentiende eeuw aangelegde Sint-Niklaasstraat) te Gent in kleur werden afgedrukt. De tekst werd door de toen nog jonge Leidse drukkerij A.W. Sijthoff gedrukt. Na de dood van professor De Vriese, in 1862, werd de uitgave van het tijdschrift beëindigd.

## Overlijden
Gaykema overleed - nog werkzaam als docent - op 16 juli 1875, 77 jaar oud, in zijn woonhuis Noordeinde 53 te Leiden, nabij de hoek met het Rapenburg. Het stoffelijk overschot werd begraven op de ochtend van 19 juli, op de hervormde begraafplaats Het Groote Bolwerk te Leiden. Weduwe Maria Elisabeth heeft haar echtgenoot zes jaar overleefd en is in 1881 gestorven te Zoeterwoude.
- Biografisch Portaal: 84266405
- Nederlandse Thesaurus van Auteursnamen: 405888333
- RKD-Nederlands Instituut voor Kunstgeschiedenis: 29950
- Système universitaire de documentation: 243281358
- Union List of Artist Names: 500191250
- Virtual International Authority File: 143147266879035482302
- WorldCat: E39PBJvcYWhdWmh9TCRHFW8wG3